# 國王的女兒

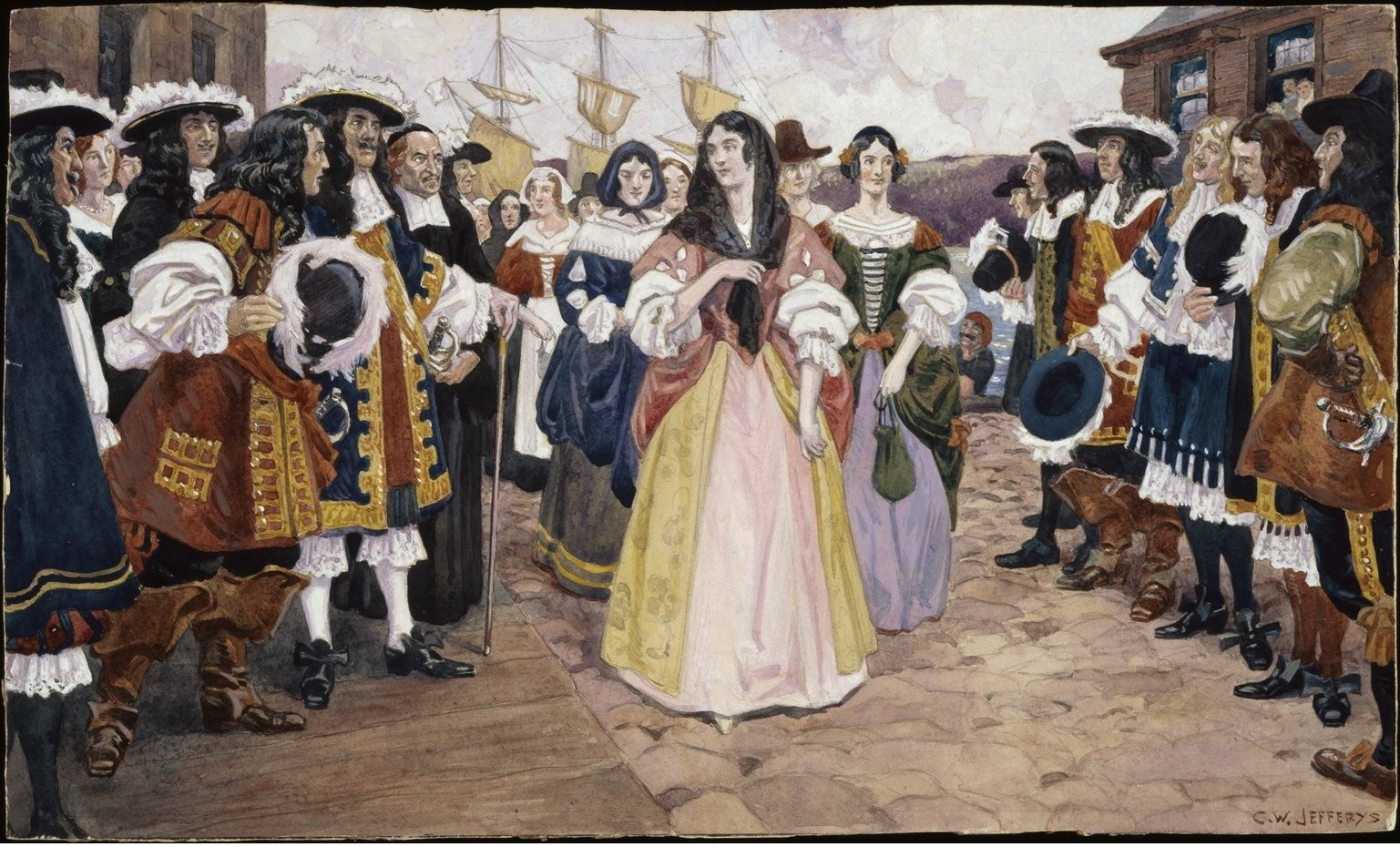
《1667年國王的女兒們到達魁北克》，查理斯·威廉·傑弗里（Charles William Jefferys，1869-1951）作

國王的女兒（法語：filles du roi，旧拼写：filles du roy）用來指稱大約800名年輕法國女性，她們在1663年至1673年間，在法王路易十四的号令下移民到法國的北美殖民地新法蘭西。該計劃旨在透過鼓勵法國人移居新大陸以及促進殖民地的婚姻、家庭組建和法裔兒童的出生來增加新法蘭西的人口。這個單詞指的是那些被政府招募並由國王支付前往殖民地旅行費用的婦女和女孩。它們有時也被稱為國王的守衛。
國王的女兒們的平均年齡是24歲，她們中的大多數來自法蘭西島、巴黎或其西部省份（奧尼斯、桑通日、普瓦圖和图赖讷）。
國王的女兒的後裔中知名的有美國前國務卿希拉蕊‧柯林頓、演員安潔莉娜·裘莉、麥當娜、科洛·塞维尼、冰球運動員伯尼·杰弗里昂、渥太華建城者路易斯·庫特利、主持人湯姆·伯傑龍。